# Croix du cimetière de Sainte-Marie-Outre-l'Eau
La croix du cimetière de Sainte-Marie-Outre-l'Eau est une croix de cimetière en granite située sur le territoire de la commune de Sainte-Marie-Outre-l'Eau, en France.

## Localisation
La croix est située dans le département du Calvados, au sud-ouest de l'entrée de l'église de Sainte-Marie-Outre-l'Eau, dans le cimetière.

## Historique
La croix date de la première moitié du XVIIe siècle. Elle est inscrite au titre des monuments historiques depuis le 4 octobre 1932.